# Sokutai
Sokutai (束帯 (thúc đới) sokutai) là trang phục truyền thống chỉ được mặc bởi các triều thần, quý tộc và Thiên hoàng tại Nhật Bản. Sokutai xuất hiện từ thời Heian gồm nhiều phụ kiện khác nhau như: ho (áo choàng bên ngoài), hốt shaku (笏 shaku),, một chiếc mũ lụa sơn mài màu đen có tên là kanmuri (冠 kanmuri). Mũ được trang trí bởi chiếc giá thẳng đứng với đỉnh hoa cúc của hoàng gia.

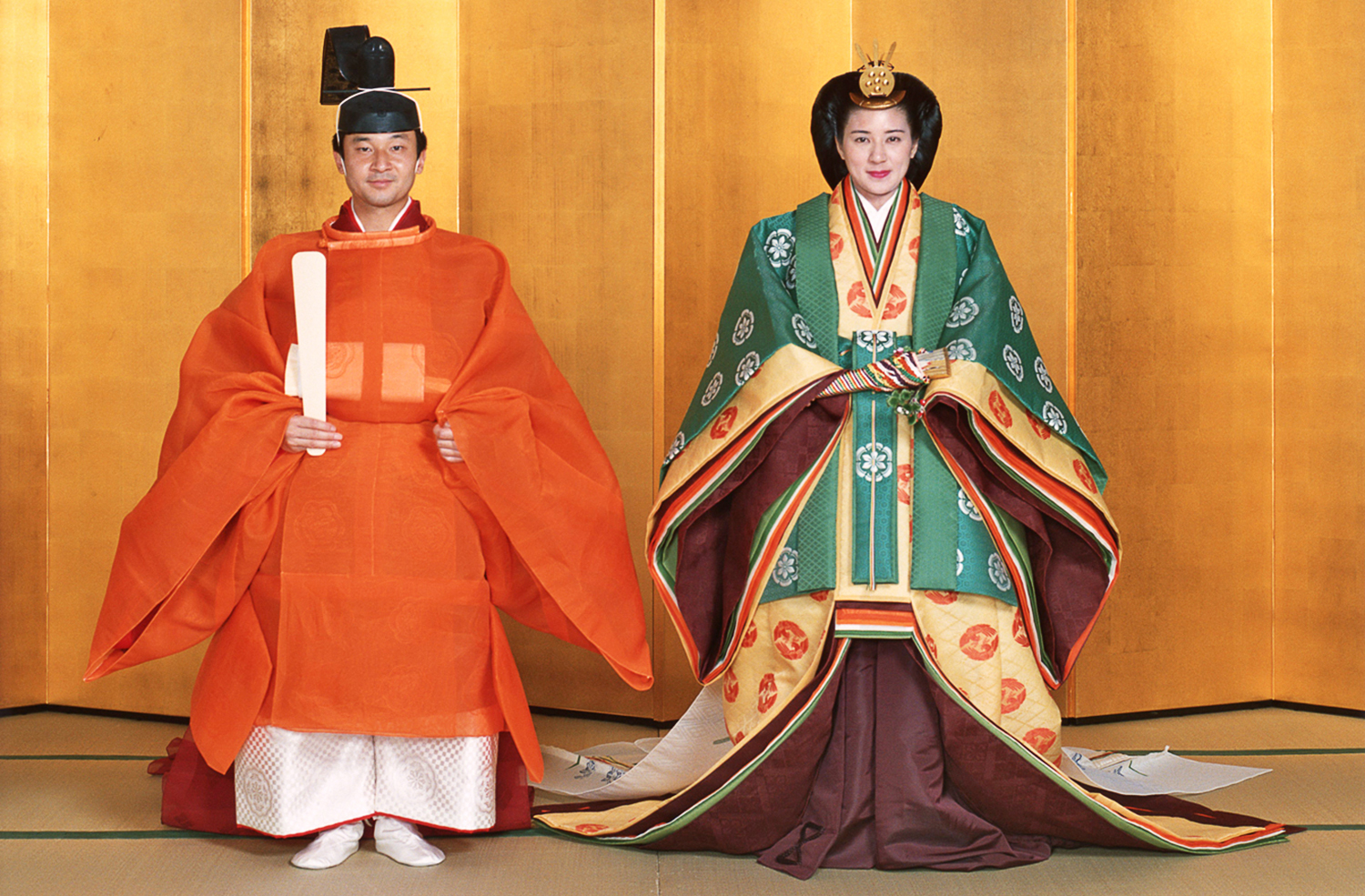
Đương kim Thiên hoàng Naruhito khi còn là Hoàng Thái tử, mặc áo sokutai và cầm shaku trong ngày cưới, ảnh chụp ngày 9 tháng 6 năm 1993

Hình dáng bên ngoài của Sokutai khác nhau tùy theo chức vị và cấp bậc của người mặc. Các quan chức quân sự mặc lớp ngoài cùng của áo với mặt trước và mặt sau tách rời, trong khi vạt áo của các quan chức dân sự được may hoàn chỉnh. Màu sắc cũng thay đổi theo địa vị, điều này đã trở nên quan trọng trong thời kỳ Heian của Nhật Bản.
Ngày nay, sokutai không còn được dùng như thường phục nữa, thay vào đó, nó được sử dụng bởi các thành viên Hoàng gia nam và các quan chức chính phủ như Thủ tướng. Sokutai thường được mặc trong những dịp trang trọng nhất của Hoàng gia, chẳng hạn như lễ cưới và lễ đăng quang. Trong khi đó, những phụ nữ Hoàng gia như hoàng hậu hay công chúa mặc jūnihitoe, trái ngược với sokutai, đây là trang phục Hoàng gia dành cho nữ.

## Ý nghĩa màu sắc
Giống như jūnihitoe, sokutai cũng sử dụng màu sắc để biểu trưng cho địa vị người mặc, mặc dù màu sắc của sokutai bị hạn chế hơn so với jūnihitoe song vẫn có ý nghĩa biểu thị cấp bậc:
1. Hàm Nhất phẩm: màu tím
2. Hàm Nhị phẩm: màu tím
3. Hàm Tam phẩm: màu tím
4. Hàm Tứ phẩm: màu nâu
5. Hàm Ngũ phẩm: màu đỏ thẫm
6. Hàm Lục phẩm: màu xanh lá cây đậm
7. Hàm Thất phẩm: màu xanh lá cây nhạt
8. Hàm Bát phẩm: màu xanh lam đậm
9. Hàm Cửu phẩm: màu xanh lam nhạt

Những người không có cấp bậc thường mặc màu nâu bùn hoặc vàng nhạt; vì màu vàng đậm hơn thường chỉ dành cho Thiên hoàng. Các sắc thái màu sắc rất khác nhau, một số màu có sự khác biệt về độ bóng và tên gọi, tất cả chúng đều được nhuộm từ vật liệu thiên nhiên - một quá trình tốn kém và có thể kéo dài hơn một năm để hoàn thành. Do nguyên liệu tự nhiên để nhuộm màu nâu và màu tím (màu áo của những vị quan bậc cao) khó kiếm nên những màu này đã được đổi thành màu đen vào thời kỳ Heian.

## Thành phần
Lớp trong cùng của sokutai kosode (小袖, tiểu tụ), một chiếc áo màu trắng dài đến đầu gối. Nó được mặc cùng với Ōkuchi-hakama, một cặp hakama dài màu đỏ được mặc bó vào kosode. Tương tự như jūnihitoe, người mặc sokutai phải mặc kosode trắng và một đôi hakama đỏ, chúng cũng được dùng như đồ lót và đồ ngủ.
Một lớp áo hitoe được mặc sau kosode. Tiếp đó là akome, số lượng các lớp của akome không cố định mà được dựa theo các mùa trong năm. Sau đó là Ue-no-bakama, một loại hakama trắng ngắn được mặc đè lên akome. Tiếp đến là Shitagasane, một lớp áo màu trắng  với một dải vải "đuôi" điển hình đặc trưng của sokutai, được buộc vào phần trên của akome, che một phần cơ thể của người mặc. Sau cùng là hampi - một lớp áo thêu không tay - được mặc trên tất cả các lớp này. Cuối cùng là áo choàng Ho được mặc bên ngoài hampi.
Lớp áo choàng bên ngoài được thiết kế dựa trên phong cách Trung Quốc nhưng đã được biến tấu theo kiểu Nhật Bản. Điều này có thể thấy qua việc lớp áo choàng được thắt ở eo sao cho đuôi áo ở giữa giữa đầu gối và sàn nhà.